# Playz
Playz (pronunciato "pleis") è una piattaforma di contenuti digitali edita da RTVE.
La piattaforma include contenuti originali ed è stata lanciata il 30 ottobre 2017 con la serie Si fueras tú.

## Contenuti

### Serie televisive

#### 2017
| Serie        | Primo episodio    | Ultimo episodio  | Stagioni | Episodi |
| ------------ | ----------------- | ---------------- | -------- | ------- |
| Si fueras tú | 11 settembre 2017 | 30 ottobre 2017  | 1        | 8       |
| Dorien       | 30 ottobre 2017   | 6 febbraio 2018  | 1        | 5       |
| Colegas      | 30 ottobre 2017   | 13 marzo 2018    | 1        | 6       |
| Mambo        | 30 ottobre 2017   | 6 novembre 2018  | 2        | 12      |
| Inhibidos    | 8 novembre 2017   | 26 dicembre 2017 | 1        | 7       |

#### 2018
| Serie         | Primo episodio    | Ultimo episodio   | Stagioni | Episodi |
| ------------- | ----------------- | ----------------- | -------- | ------- |
| Neverfilms    | 31 gennaio 2018   | 13 giugno 2019    | 2        | 40      |
| El punto frío | 19 aprile 2018    | 7 maggio 2018     | 1        | 6       |
| Cupido        | 16 maggio 2018    | 20 giugno 2018    | 1        | 6       |
| Limbo         | 26 giugno 2018    | 19 luglio 2018    | 1        | 8       |
| Bajo la red   | 12 settembre 2018 | 18 settembre 2019 | 2        | 13      |
| Wake Up       | 8 novembre 2018   | 12 dicembre 2018  | 1        | 6       |
| Abducidos     | 12 dicembre 2018  | 12 dicembre 2018  | 1        | 6       |

#### 2019
| Serie           | Primo episodio  | Ultimo episodio | Stagioni | Episodi |
| --------------- | --------------- | --------------- | -------- | ------- |
| Boca Norte      | 23 gennaio 2019 | 23 gennaio 2019 | 1        | 6       |
| Antes de Perder | 7 marzo 2019    | 13 marzo 2019   | 1        | 7       |

#### 2020
| Serie | Primo episodio  | Ultimo episodio   | Stagioni | Episodi |
| ----- | --------------- | ----------------- | -------- | ------- |
| Drama | 4 febbraio 2020 | 18 febbraio 2020  | 1        | 6       |
| Grasa | 12 maggio 2020  | 27 settembre 2021 | 2        | 12      |

#### 2021
| Serie  | Primo episodio   | Ultimo episodio  | Stagioni | Episodi |
| ------ | ---------------- | ---------------- | -------- | ------- |
| Riders | 12 maggio 2021   | 16 giugno 2021   | 1        | 6       |
| Yrreal | 17 novembre 2021 | 17 novembre 2021 | 1        | 6       |

#### 2022
| Serie        | Primo episodio | Ultimo episodio | Stagioni | Episodi |
| ------------ | -------------- | --------------- | -------- | ------- |
| Ser o no ser | 30 marzo 2022  | 11 ottobre 2023 | 2        | 12      |

#### 2024
| Serie     | Primo episodio  | Ultimo episodio | Stagioni | Episodi |
| --------- | --------------- | --------------- | -------- | ------- |
| Dieciocho | 23 ottobre 2024 | 23 ottobre 2024 | 1        | 6       |

### Altri contenuti

#### Programmi
- Nosotrxs somos
- GRL PWR
- Surfeando Sofás
- Playchez
- OT Visión
- The Challengers
- Gente viva
- Señoras Fetén
- Réplica
- Gen Playz
- Tintas
- Whaat?!

- Iconos Playz
- Festivales Playz
- Batallas legendarias
- Llámalo X
- La cámara de Gesell
- Tik Talking
- PlayzFree
- (IN)Voluntarios
- ¡Qué hombres!
- Está el horno para bollos
- Al cielo con ella
- Rivers Cam
- Play Zeta
- Germen

#### Documentari
- Binario
- Generación Instantánea
- Mixtape

#### Speciali
- Campanadas de fin de año (2016 - presente)
- Premios Goya (2018 - presente)
- Amaia, Alfred y amigos (2018)
- Arenal Sound (2018)
- Nochevieja Playz (2018)
- El gran secuestro (2019)
- 1990: La victoria decisiva (2021)
- 8M: Las mujeres facturan (2024)
- Benidorm Calling

## Successo commerciale
A settembre 2017, la serie Si fueras tú è stata presentata al FesTVal de Vitoria e ne è stata annunciata la sua distribuzione in ottobre su Playz. Il 30 ottobre 2017 la serie è stata lanciata ufficialmente.
Le serie Mambo e Si fueras tú hanno ottenuto vari riconoscimenti a livello nazionale e internazionale.

## Premi
I contenuti di Playz hanno ottenuto i seguenti premi:
- Medaglia d'argento nel New York Festivals TV & Film Awards a Si fueras tú come miglior drama su supporto digitale.[8]
- Premio Ondas al miglior contenuto digitale 2019 a Boca Norte[9].
- Menzione d'onore al Prix Italia 2019 nella categoria Entertainment Web a Bajo la red[10].
- Lovie Award d'Argento 2019 per il migliore uso di stories a Una Nochevieja inolvidable[11].
- Menzione d'onore ai Webby Award 2019 per il migliore uso di stories a Una Nochevieja inolvidable[12].
- Globo d'oro al World Media Festival di Amburgo 2019 a Bajo la red[13]
- Lovie Award d'Oro 2020 al miglior contenuto digitale d'intrattenimento a livello europeo a Mixtape[14].
- Lovie Award di Bronzo 2020 per il migliore uso di video social a El gran secuestro.
- Globo d'argento al World Media Festival di Amburgo 2020 a El gran secuestro.[15]